# COVER☆GIRL
『COVER☆GIRL』（カバーガール）は、アメリカ合衆国ワシントンD.C.出身の歌手、ダイアナ・ガーネットの1枚目のカバーアルバム。

## 概要
CDは、通常盤(SRCL 8422)、初回生産限定盤(SRCL 8420/1)の2種類。初回生産限定版にはDVD付き。

## 収録曲
1. そばかす
（作詞：YUKI、作曲：恩田快人、編曲：立山秋航）[2]
  - JUDY AND MARYのカヴァー。
  - のどじまんザ！ワールド2012夏に演出。[3]
2. My Revolution
（作詞：川村真澄、作曲： 小室哲哉、編曲：立山秋航）
  - 渡辺美里のカヴァー。
  - 1枚目のシングル「また君に恋してる」のカップリングに収録。
  - のどじまんザ！ワールド2013秋に演出。[4]
  - 2013年10月16日に先行デジタルシングルリリース。
3. Secret base 〜君がくれたもの〜
（作詞・作曲：町田紀彦、編曲：久下真音）
  - ZONEのカヴァー。
  - のどじまんザ！ワールド2012秋に演出。[5]
4. 赤いスイートピー
（作詞：松本隆、作曲：呉田軽穂(松任谷由実)、編曲：生田真心）
  - 松田聖子のカヴァー。
5. 三日月
（作詞：絢香、作曲：西尾芳彦・絢香、編曲：SHIKI）
  - 絢香のカヴァー。
6. また君に恋してる
（作詞：松井五郎、作曲：森正明、編曲：SHIKI）
  - 1枚目のシングル「また君に恋してる」。
  - ビリー・バンバンのカヴァー。
7. 好きになって、よかった
（作詞・作曲：高橋研、編曲：木之下慶行）
  - 加藤いづみのカヴァー。
8. 小さな恋のうた
（作詞・作曲：伊秩弘将、編曲：立山秋航）
  - SPEEDのカヴァー。
9. 春〜spring〜
（作詞・作曲: たくや、編曲: 立山秋航）
  - Hysteric Blueのカヴァー。
  - のどじまんザ！ワールド2013春に演出。[6]
10. 雪の華
（作詞：Satomi、作曲・編曲：立山秋航）
  - 中島美嘉のカヴァー。
11. DEPARTURES
（作詞・作曲：小室哲哉、編曲：楊慶豪）
  - globeのカヴァー。
  - のどじまんザ！ワールド2013春に演出。[6]
12. 糸
（作詞・作曲：中島みゆき、編曲：SHIKI）
  - 中島みゆきのカヴァー。
13. ありがとう
（作詞・作曲：水野良樹、編曲：村山晋一郎）
  - いきものがかりのカヴァー。
  - 2014年4月、ものまねグランプリに出演。[7]
14. 残酷な天使のテーゼ 〜Bonus Track〜
（作詞：及川眠子、作曲：佐藤英敏、編曲：立山秋航）
  - 高橋洋子のカヴァー。

## 初回版DVD
- <SPECIAL MOVIES>
  - また君に恋してる
  - My Revolution
  - 赤いスイートピー
  - Secret base 〜君がくれたもの〜